# André Höhne

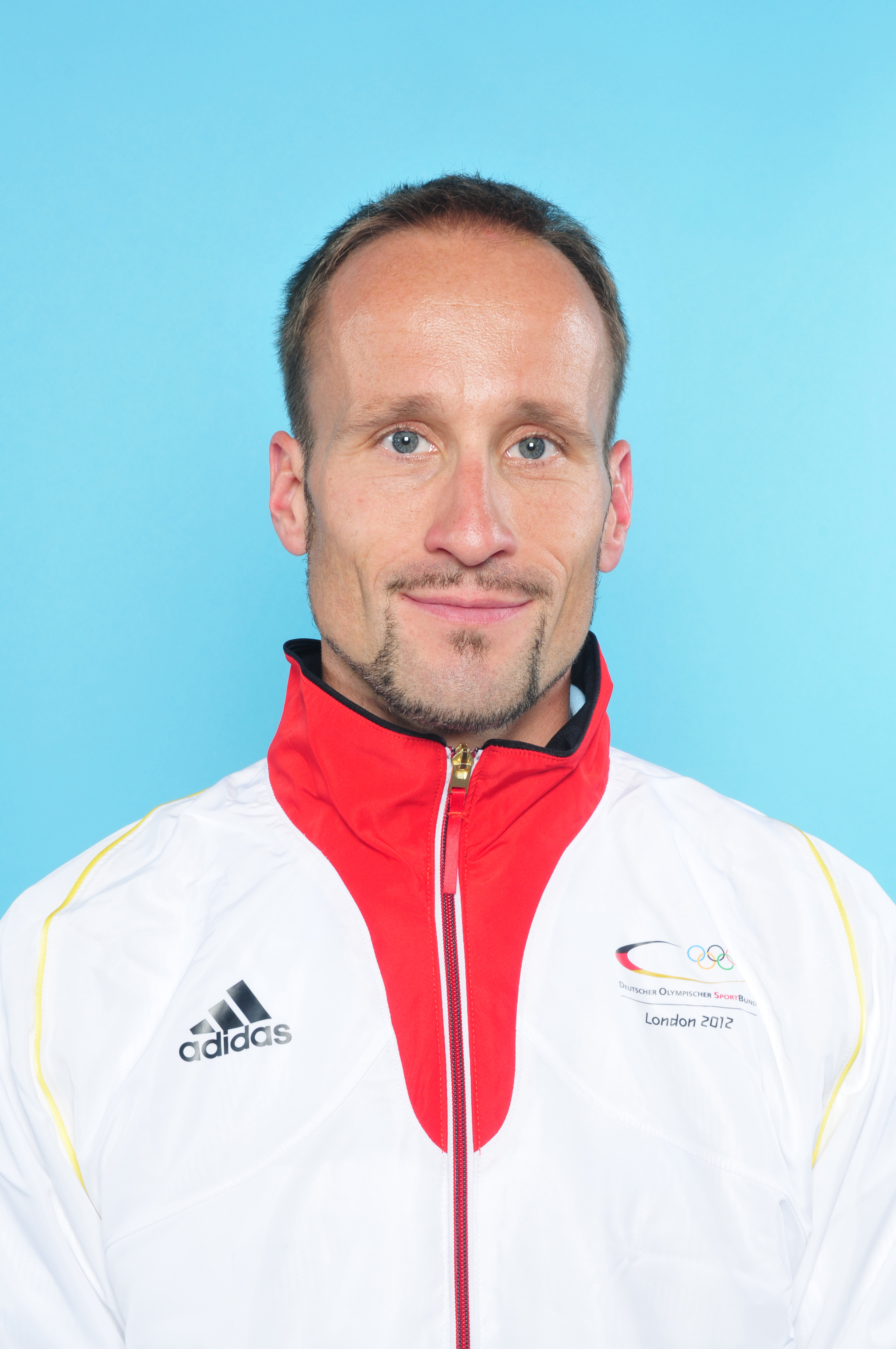
André Höhne bei der Einkleidung der Olympiamannschaft 2012 für London

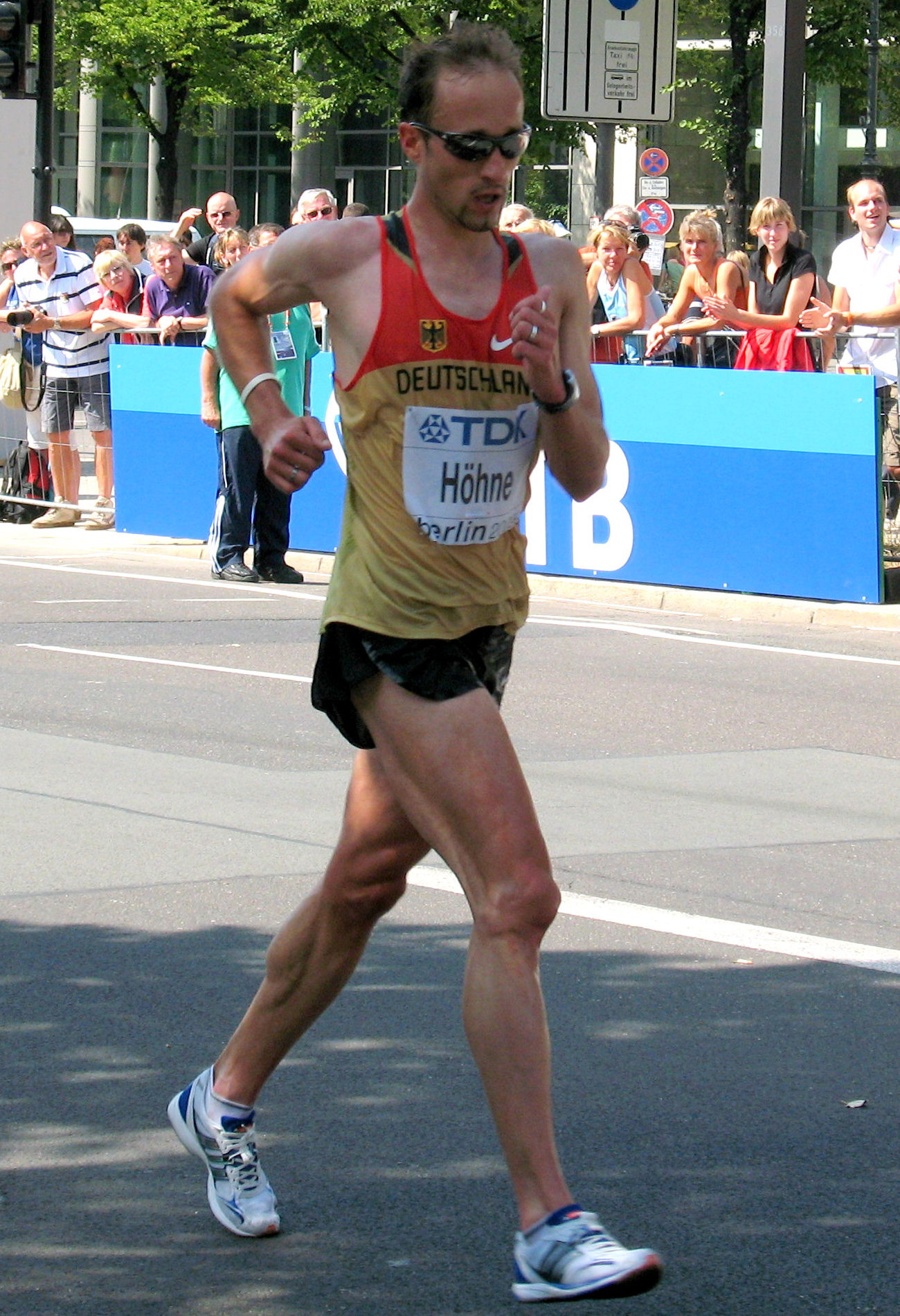
Höhne bei den Weltmeisterschaften 2009 in Berlin

André Höhne (* 10. März 1978 in Berlin) ist ein deutscher Leichtathletiktrainer und ehemaliger Geher.

## Leben
Höhne gewann 1997 die Silbermedaille im 10.000-Meter-Bahngehen bei den Junioreneuropameisterschaften. Bei den Europameisterschaften 1998 in Budapest belegte André Höhne Platz 23 über 20 Kilometer, bei den Europameisterschaften 2002 in München wurde er über die gleiche Distanz Elfter.
Bei seiner Olympiateilnahme 2004 in Athen wurde er Achter im 20-km-Gehen. Sein größter Erfolg ist der vierte Platz über 20 Kilometer bei den Weltmeisterschaften 2005 in Helsinki. 2006 wurde er bei den Europameisterschaften in Göteborg Elfter. Bei den Weltmeisterschaften 2007 in Osaka lag er bis kurz vor dem Ziel ebenfalls an vierter Stelle, konnte sich aber nicht platzieren, da er im Stadion wegen eines Hitzschlags kollabierte. Bei den Olympischen Spielen 2008 in Peking wurde er Zwölfter.
Bei den Weltmeisterschaften 2009 in Berlin kam er über seine eigentliche Paradestrecke (20 km) als Vierzehnter ins Ziel. Er benötigte 1:22:00 h und war damit aufgrund der vorherrschenden äußeren Bedingungen nicht unzufrieden. Sechs Tage später ging er auch über die 50-km-Strecke an den Start. Nachdem er zu Beginn des Rennens noch auf Platz 19 gelegen war, konnte er ab Kilometer 30 einen Kontrahenten nach dem anderen einsammeln. Als Belohnung konnte er nach 50 Kilometern zusammen mit zehntausenden Fans am historischen Brandenburger Tor über Platz fünf jubeln.
2010 wurde Höhne bei den Europameisterschaften in Barcelona Siebter. Bei den Olympischen Spielen 2012 in London landete er auf dem elften Platz.
Nach den Olympischen Spielen schlug er eine Laufbahn als Trainer ein. Zum 1. Januar 2017 ernannte ihn der Deutsche Leichtathletik-Verband zum Bundestrainer für den Langstreckenlauf der Männer.
André Höhne hat bei einer Größe von 1,85 m ein Wettkampfgewicht von 70 kg. Er startete für die SG Brauereiverein Prenzlauer Berg, LG Nike Berlin (2001–2002) und den SCC Berlin. Er ist nicht verwandt mit Christoph Höhne, dem Olympiasieger im 50-km-Gehen von 1968.

## Deutsche Meistertitel
- 10.000 m Bahngehen: 2002, 2006, 2007, 2008, 2009
- 20 km Straßengehen: 2005, 2006, 2007, 2008, 2009, 2010, 2011
- 50 km Straßengehen: 2006
- 5000 m Gehen (Halle): 2006, 2007, 2008, 2010

## Persönliche Bestzeiten
- 3000 m Gehen – 11:50,83 min, 2002
- 10.000 m Gehen – 39:24,9 min, 2004
- 20 km Gehen – 1:20:00 h, 2005
- 50 km Gehen – 3:43:19 h, 2009